# Núi Hood
Mount Hood (được bộ lạc Multnomah gọi là Wy'east), là một núi lửa dạng tầng ở vành đai núi lửa Cascade tai bắc Oregon, ở khu vực Tây Bắc Thái Bình Dương của Hoa Kỳ. Núi lửa này nằm cách thành phố Portland 50 dặm (80 km) về phía đông-đông nam, ở biên giới giữa Clackamas và Hood River.
Núi Hood là đỉnh có tuyết bao phủ với độ cao 11.249 ft (3.429 m) và có 12 sông băng. Đây là ngọn núi cao nhất ở Oregon và cao thứ 4 trong dãy núi Cascade. Núi Hood được coi là ngọn núi lửa tại Oregon có khả năng phu trào nhất, dù căn cứ vào lai lịch của nó, việc một vụ phu trào dữ dội là khó xảy ra. Dù sau người ta vẫn ước tính sẽ có một vụ phun trào trong vòng 30 năm nữa với xác suất từ 3-7%, so the USGS characterizes it as "potentially active". Ngọn núi này đôi khi được mô tả không chính thức là "đang ngủ yên".
Timberline Lodge là một điểm nổi bật lịch sử quốc gia nằm ở sườn bắc của núi Hood ngay dưới sông băng Palmer.
Ngọn núi này có 6 khu vực trượt tuyết: Timberline, Mount Hood Meadows, Ski Bowl, Cooper Spur, Snow Bunny và Summit. Chúng có tổng cộng 4.600 mẫu (7,2 mi², 18,6 km²) khu vực có thể trượt tuyết; Timberline là nơi có thể trượt tuyết quanh năm ở Bắc Mỹ.
Núi Hood là một phần của rừng quốc gia núi Hood rộng 1.067 triệu mẫu (1667 mi², 4318 km²), 4 khu hoang dã với tổng diện tích 189.200 mẫu (295 mi², 766 km²), và hơn 1200 dặm (1900 km) đường leo núi.